# Edward Turner Bennett
Edward Turner Bennett (6 gennaio 1797 – 21 agosto 1836) è stato uno zoologo inglese.
Bennett nacque a Hackney e praticò come chirurgo, ma la sua passione principale era sempre stata la zoologia. Nel 1822 ottenne il permesso di fondare una società entomologica, che in seguito divenne una società zoologica in connessione con la Linnean Society. Questa divenne, a sua volta, il punto di partenza della Zoological Society di Londra, della quale Bennett fu Segretario dal 1831 al 1836.
I suoi lavori comprendono The Tower Menagerie (1829) e The Gardens and Menagerie of the Zoological Society (1831). Scrisse inoltre, insieme a G. T. Lay, la sezione sui pesci della Zoology of Beechey's Voyage (1839).

## Taxa classificati
| Bennett è l'abbreviazione standard utilizzata per le specie animali descritte da Edward Turner Bennett. Categoria:Taxa classificati da Edward Turner Bennett |